# Fëdor Vasil'evič Rostopčin
Il conte Fëdor Vasil'evič Rostopčin (in russo Фёдор Васильевич Ростопчин?; 23 marzo 1763 – Mosca, 30 gennaio 1826) è stato un politico e militare russo. Fu governatore imperiale di Mosca.

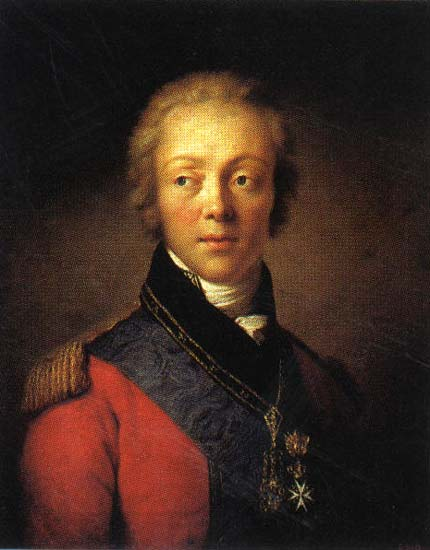
Fëdor Rostopčin

Compare fra i personaggi del romanzo Guerra e pace, di Lev Tolstoj, nel quale viene citato come Rastopčin ed è tratteggiato in modo poco favorevole.

## Biografia
Fëdor Rostopčin ebbe grande influenza sullo zar Paolo I, che nel 1796 lo nominò aiutante generale, Gran Maresciallo di Corte e quindi Ministro degli esteri. Nel 1799 ricevette il titolo nobiliare di conte. Cadde in disgrazia nel 1801, per la sua opposizione all'alleanza militare con la Francia napoleonica, ma fu riabilitato nel 1810 e venne subito nominato Governatore militare di Mosca. Fu pertanto incaricato della difesa militare contro Napoleone ed usò ogni mezzo per sollevare la popolazione della città e dei sobborghi contro l'esercito invasore.
Viene considerato l'istigatore dell'incendio di Mosca, che ebbe luogo il giorno seguente a quello dell'arrivo in città dell'esercito napoleonico. È certo che fu lui a far aprire le prigioni e che nulla fece per frenare le evasioni. Difese se stesso dall'accusa di piromane in un libro stampato a Parigi nel 1823, ma susseguentemente fece delle gravi ammissioni sui fatti a lui ascritti. Fu padre della contessa di Ségur, scrittrice di libri per ragazzi molto popolare in Francia.